# Uleksyt

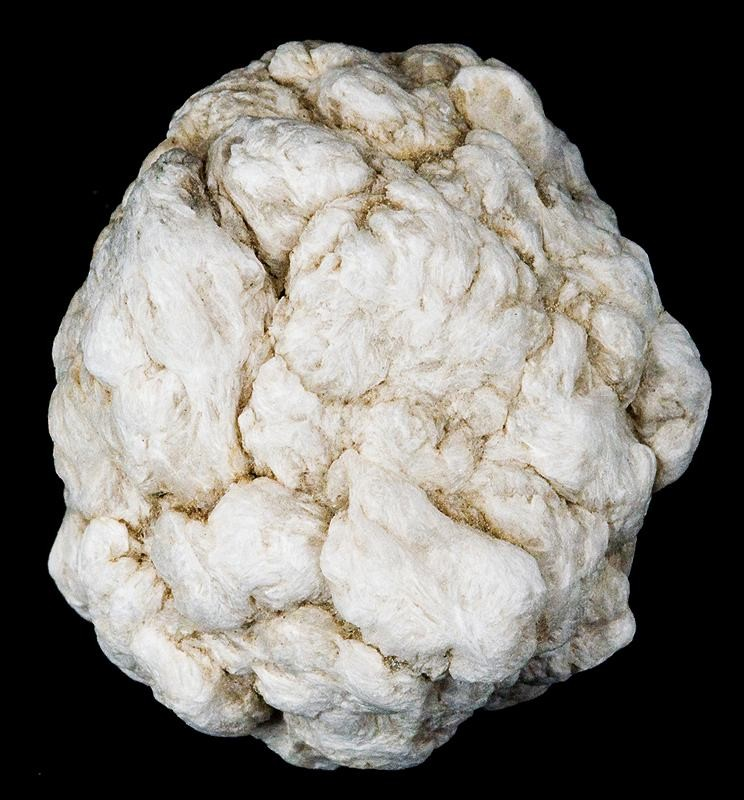
Uleksyt; pochodzenie: Boron, dystrykt Kramer, hrabstwo Kern, Kalifornia, USA (4,7 x 4,5 x 3,1 cm)

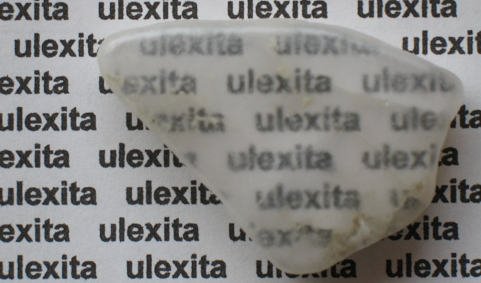
Uleksyt

Uleksyt (ulexyt) też: boranatrokalcyt, tiza, tinkalcyt – minerał z gromady boranów. Należy do grupy minerałów bardzo rzadkich.
Nazwa pochodzi od nazwiska niemieckiego chemika Georga L. Ulexa (1811-1883).

## Charakterystyka

### Właściwości
Bardzo rzadko tworzy kryształy o pokroju tabliczkowym, listewkowym. 
Występuje w skupieniach włóknistych, promienistych, nerkowatych, bulwiastych. Tworzy naskorupienia. Jest kruchy i przezroczysty. Jest minerałem (niektóre odmiany) występującym pod postacią długich przezroczystych włókien. Włókna te działają jak światłowody, czyniąc nawet grube próbki minerału przezroczystymi, gdy patrzy się w kierunku włókien. Ze względu na tę właściwość, uleksyt bywa nazywany kamieniem telewizyjnym.

### Występowanie
Występuje tylko w skałach osadowych, jest produktem ewaporacji wód słonych jezior boranowych. Tworzy się w klimacie gorącym i suchym (najczęściej na pustyniach). Najczęściej współwystępuje z takimi minerałami jak: halit, boraks rodzimy.
Miejsca występowania: USA – pustynia Mojave i Dolina Śmierci w Kalifornii, Nevada, Utah, Oregon, Teksas, Chile – pustynia Atakama, Peru, Kazachstan, Włochy.

### Zastosowanie
- źródło boru (przemysł chemiczny),
- ma znaczenie naukowe,[potrzebny przypis]
- ceniony przez kolekcjonerów,[potrzebny przypis]
- czasami stosowany w jubilerstwie.